# Stazione di Caslino al Piano
La stazione di Caslino al Piano è una fermata ferroviaria classificata come secondaria posta lungo la linea ferroviaria Saronno–Como, a servizio del centro abitato di Caslino al Piano, frazione del comune di Cadorago.

## Storia
L'impianto nacque dalla trasformazione in ferrovia, formalmente attivata nel 1898, della preesistente tranvia Como-Fino-Saronno.

## Strutture e impianti

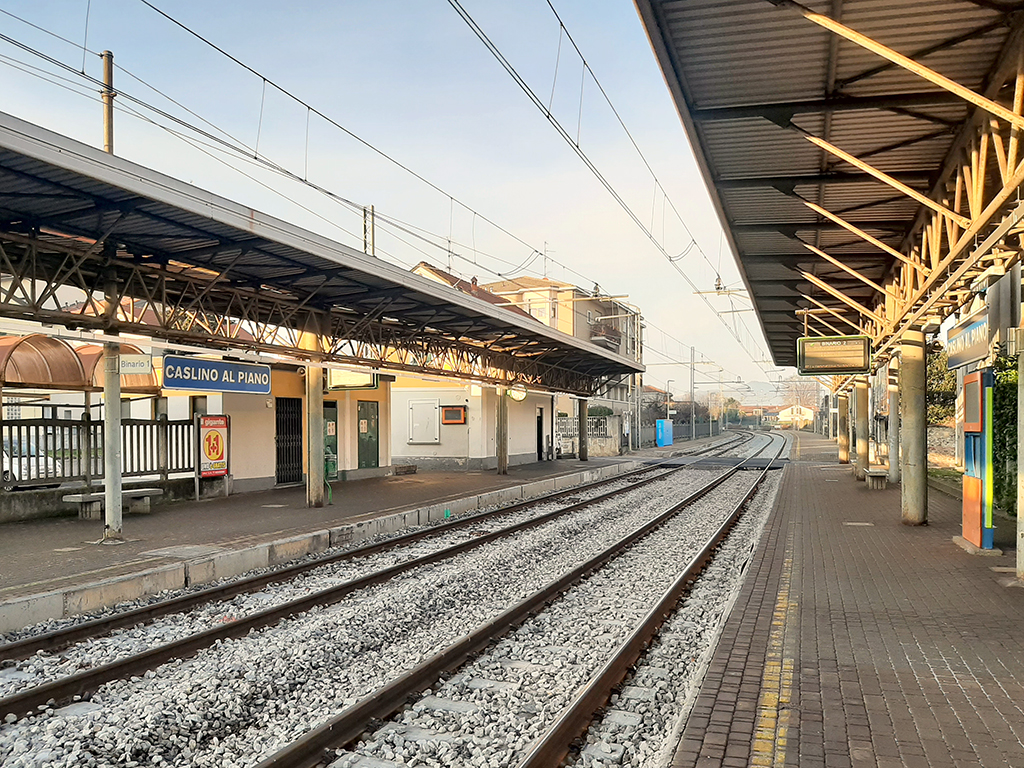
I binari

La fermata è dotata di due binari (quello ascendente e quello discendente), con banchine laterali coperte da tettoie metalliche.

## Movimento
L'impianto è servito da treni regionali svolti da Trenord nell'ambito del contratto di servizio stipulato con la Regione Lombardia.

## Servizi
- Biglietteria automatica